# 浄土ヶ浜

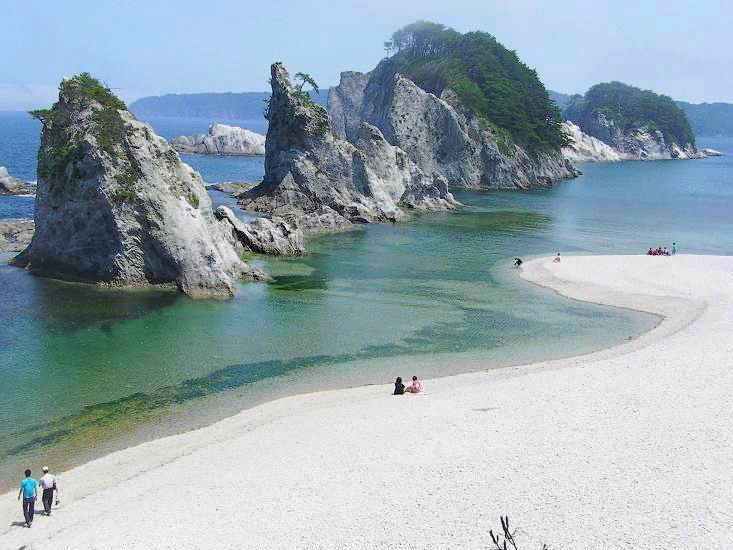
浄土ヶ浜 剣の山

浄土ヶ浜（じょうどがはま）は、岩手県宮古市にある海岸。国の名勝に指定されている。三陸復興国立公園に属し、三陸を代表する景勝地の1つである。

## 概要と地質
約5200万年前の古第三紀（地質時代上、白亜紀の次に位置する）に形成された浄土ヶ浜の岩石は、流理構造がないため、流紋岩と識別し、かつて石英粗面岩と言われていた。最近の石英粗面岩は流紋岩に統一され、二酸化ケイ素（SiO2）が70%以上と規定されている。100倍ルーペで見る限り、窪みと空隙に小さな水晶が密集している状態を観察する事ができ、かなり硬く軽いが欠けやすい特徴を持っている。ステンレスやガラスに傷がつくモース硬度7の個所のある軽石凝灰岩で、その生成は、海底に積もった火山灰が溶岩による隆起によって海面上に現れたと考えられている。
岩上には、岩手県の「県の木」であるナンブアカマツをはじめとする常緑樹の群生が見られるが、1908年に国有林から鍬ヶ崎町有林になり、その後の合併により、現在は県と市の共同所有になっている。
また、入り江を形成する岩塊の外海側には、太平洋の荒波の浸食を受けた、入り江側とは対照的な男性的ともいうべき景観が見られ、これらは、「剣の山（針の山）」「賽の河原」「血の池」等、同じ東北地方に位置する恐山の地名呼称と共通する名称で呼ばれている。

## 地名由来
海岸名の由来は、天和年間（1681年 - 1684年）に、曹洞宗に属する宮古山常安寺七世の霊鏡竜湖（1727年没）が「さながら極楽浄土のごとし」と感嘆したことから名付けられたとする説が、同海岸周辺を遊覧する観光船の案内放送等によって一般に広く知られている。1797年に盛岡藩主の南部利敬が領内巡視をした際、横山八幡宮・黒森神社と共に当地を訪れており、当時から風光明媚な場所として知られていた。また「浄土ヶ浜」（浄土浜）の地名は当時の藩の記録のほか、江戸時代中期の元文年間に藩により作成された絵図にも見られる。
入り江を利用した海水浴場は環境省による「快水浴場百選」に選定されているほか、日本の水浴場88選、かおり風景100選、日本の渚百選、日本の白砂青松100選にも指定された。宮沢賢治は1917年7月にここを訪れ、「うるはしの海のビロード昆布らは寂光のはまに敷かれひかりぬ」という歌を詠んだ。波の静かな内湾は、夏場、海水浴客で賑わうほか、春秋には修学旅行客やツアー観光客が多く滞在する。

## 歴史
1974年には、第25回全国植樹祭に合わせて来県した昭和天皇の行幸先の一つとなった。
2010年4月には、レストハウスが開業したものの、2011年3月の東日本大震災により海岸およびレストハウスが大損害を被り、海水浴場、レストハウスともに閉鎖となる。その後の復旧作業により、レストハウスは2012年7月から営業を再開した。

## ギャラリー

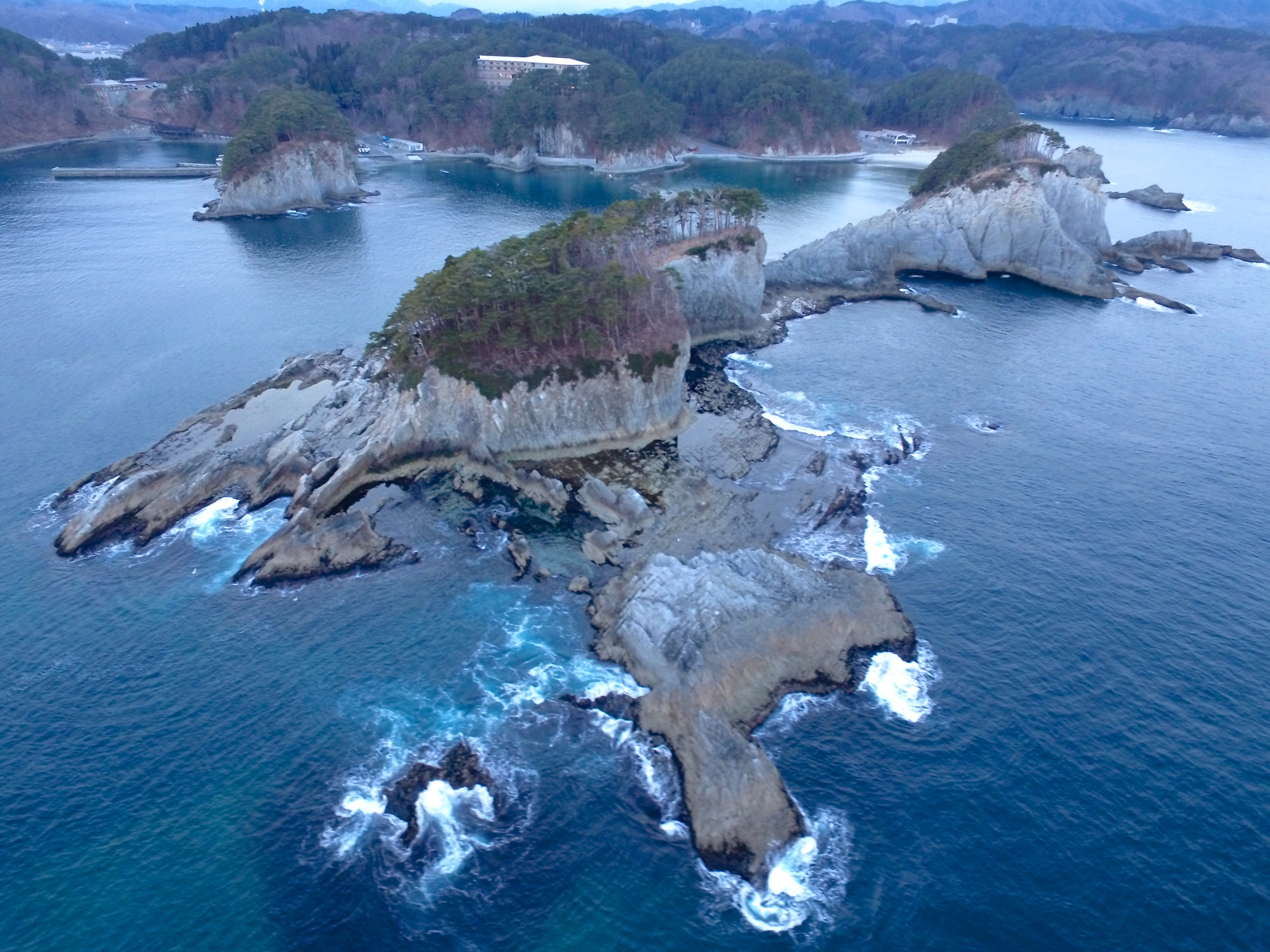
浄土ヶ浜の空撮
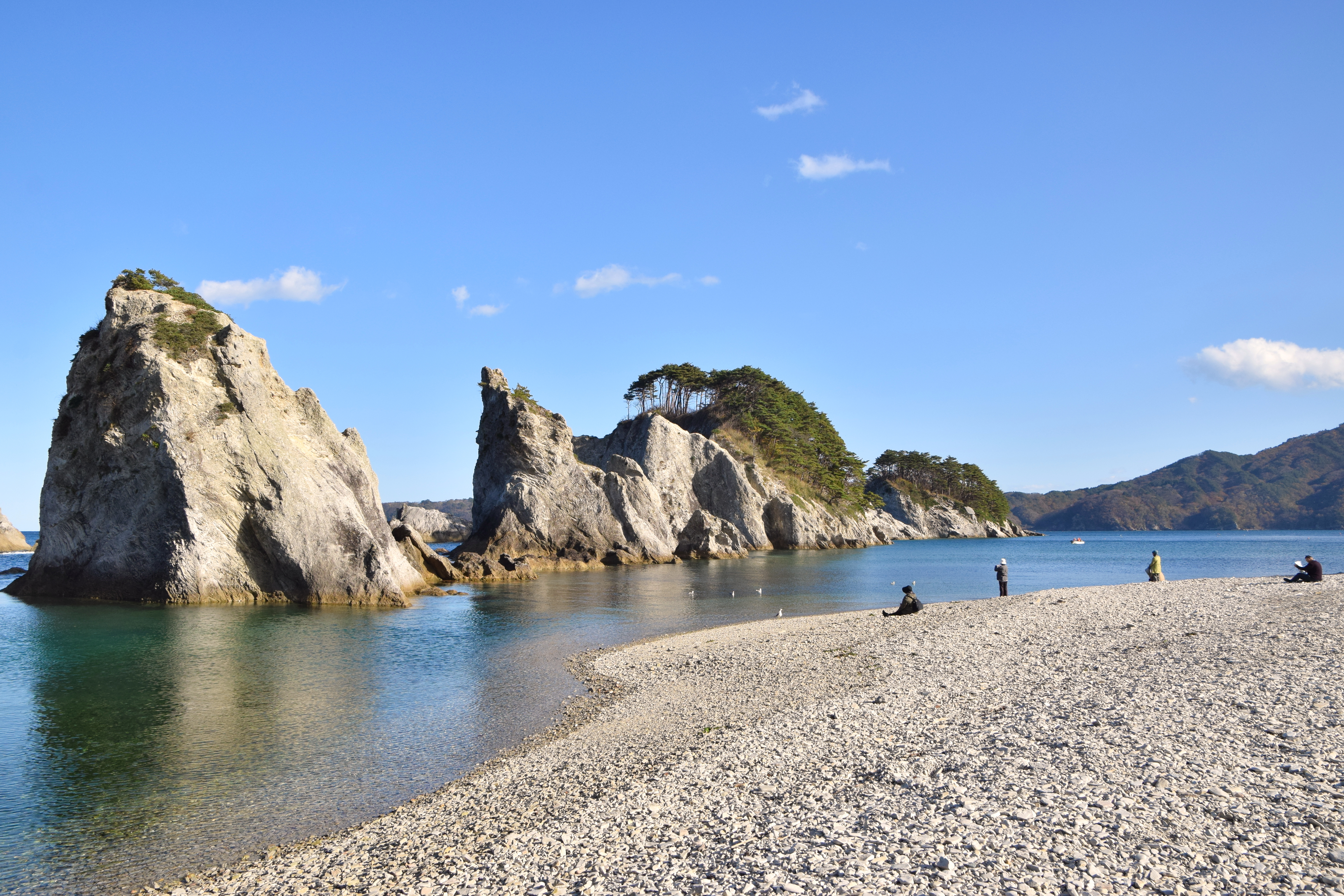
浄土ヶ浜
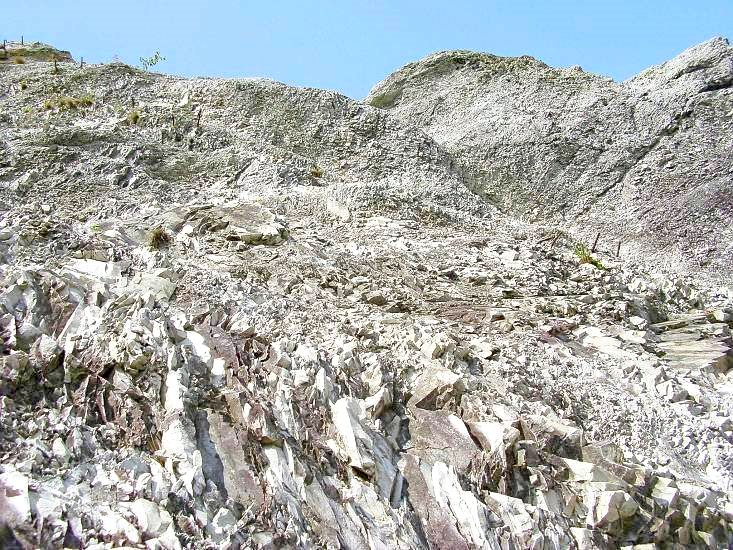
浄土ヶ浜北側の崖
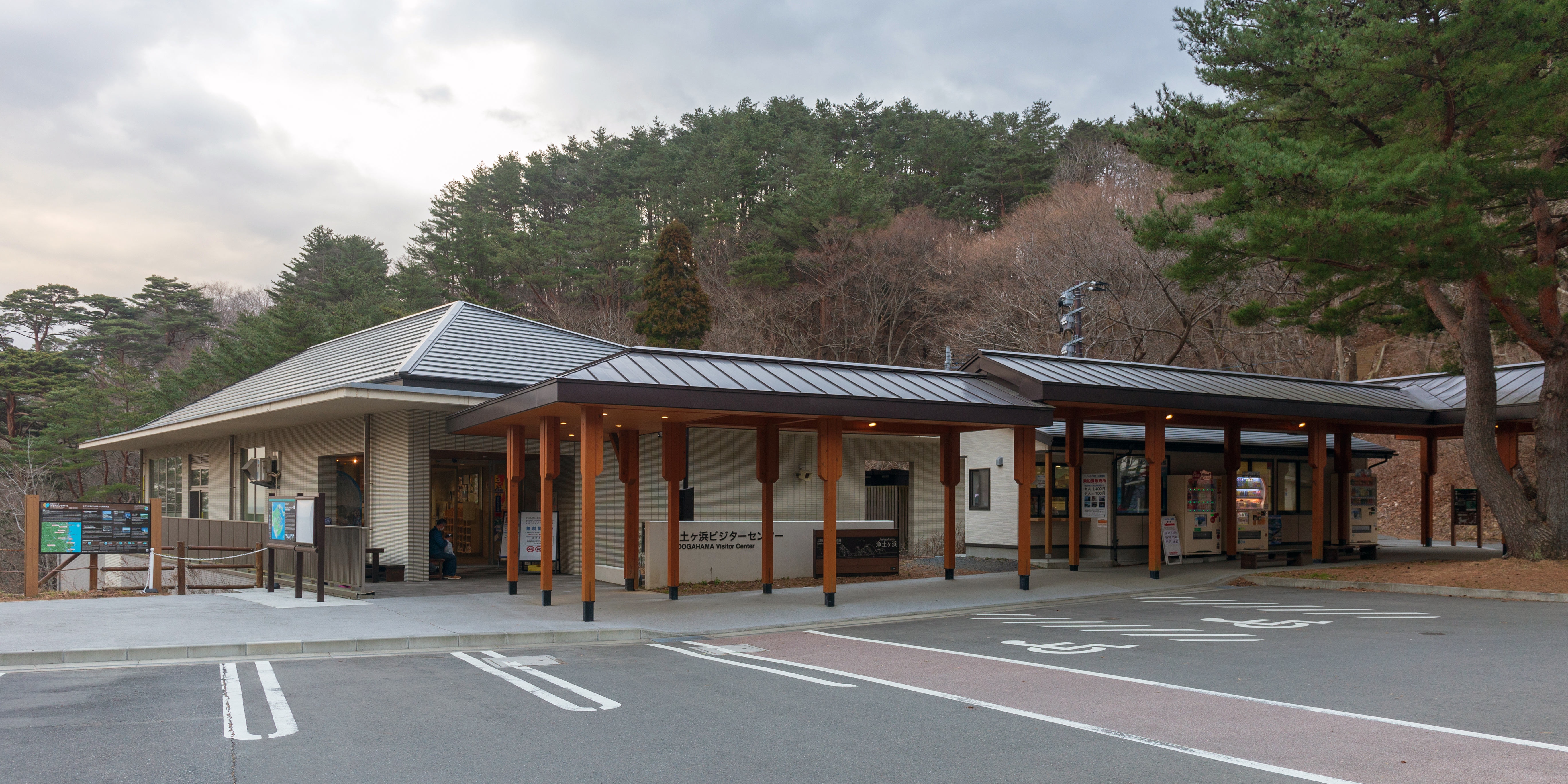
浄土ヶ浜ビジターセンター
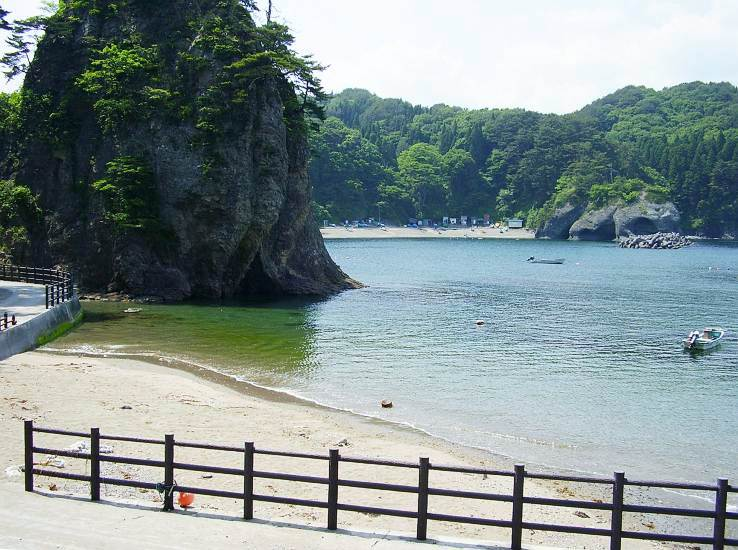
蛸の浜（浄土ヶ浜隣り）
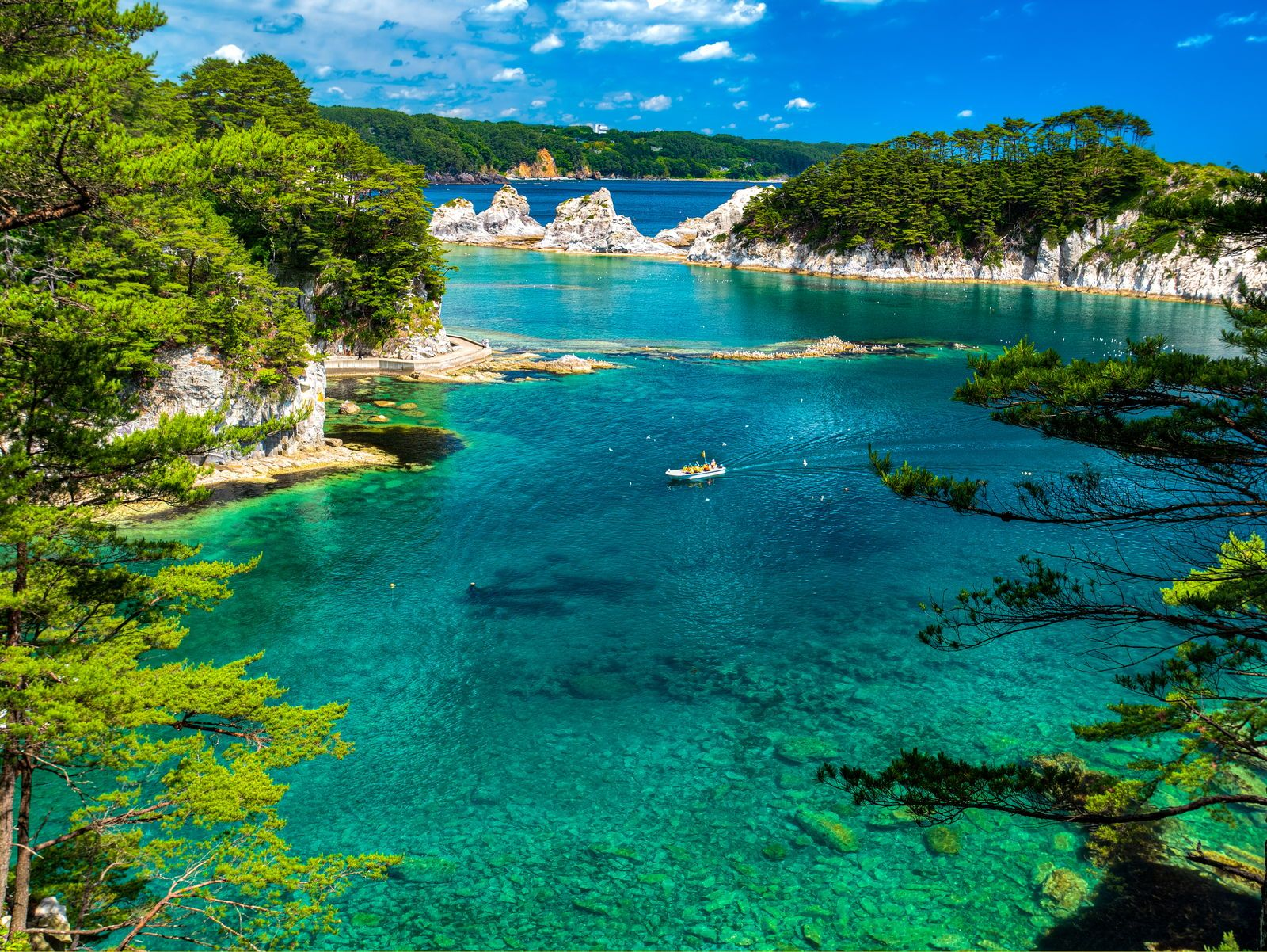
御台場展望台からの風景
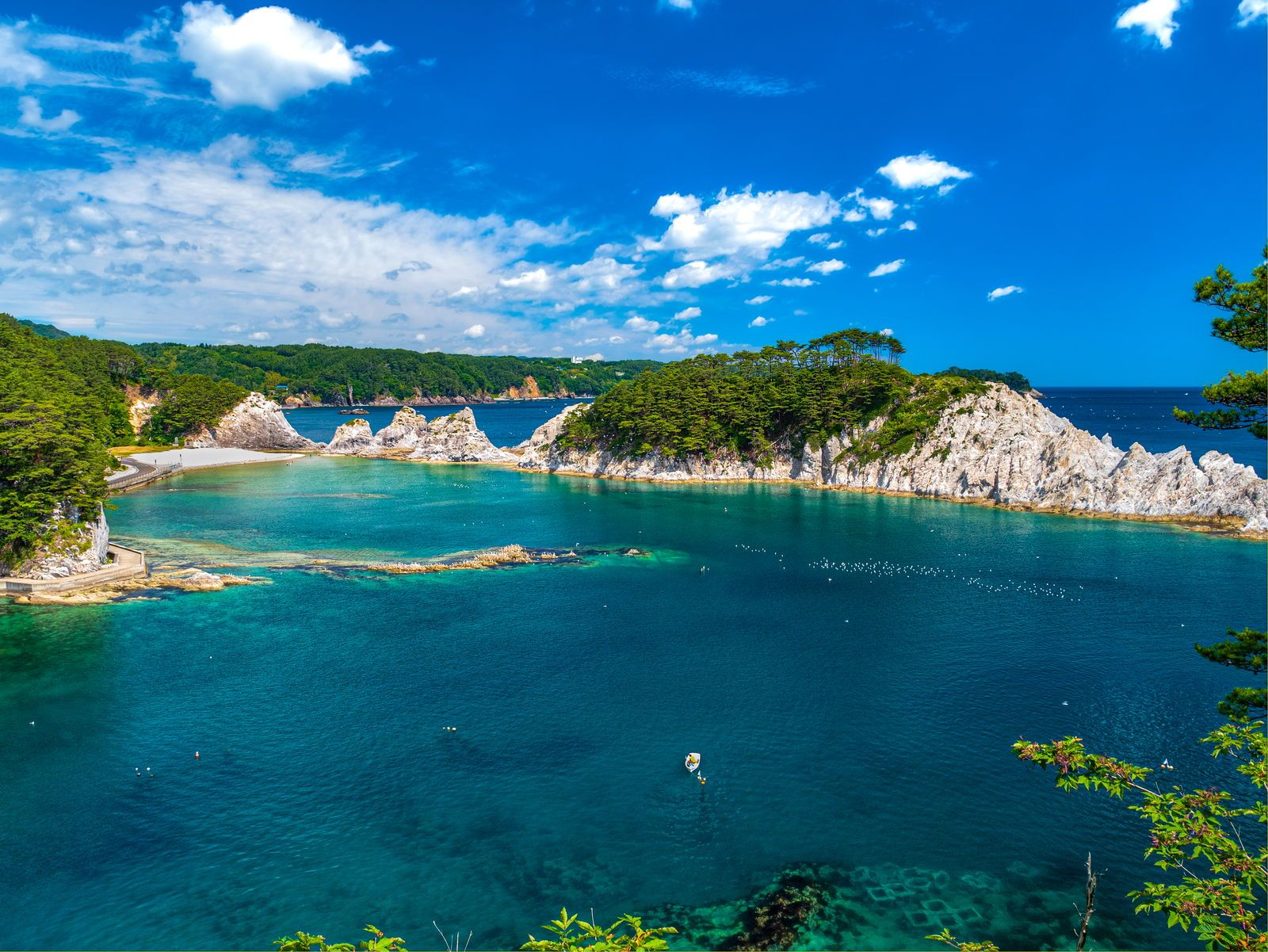
御台場展望台からの風景
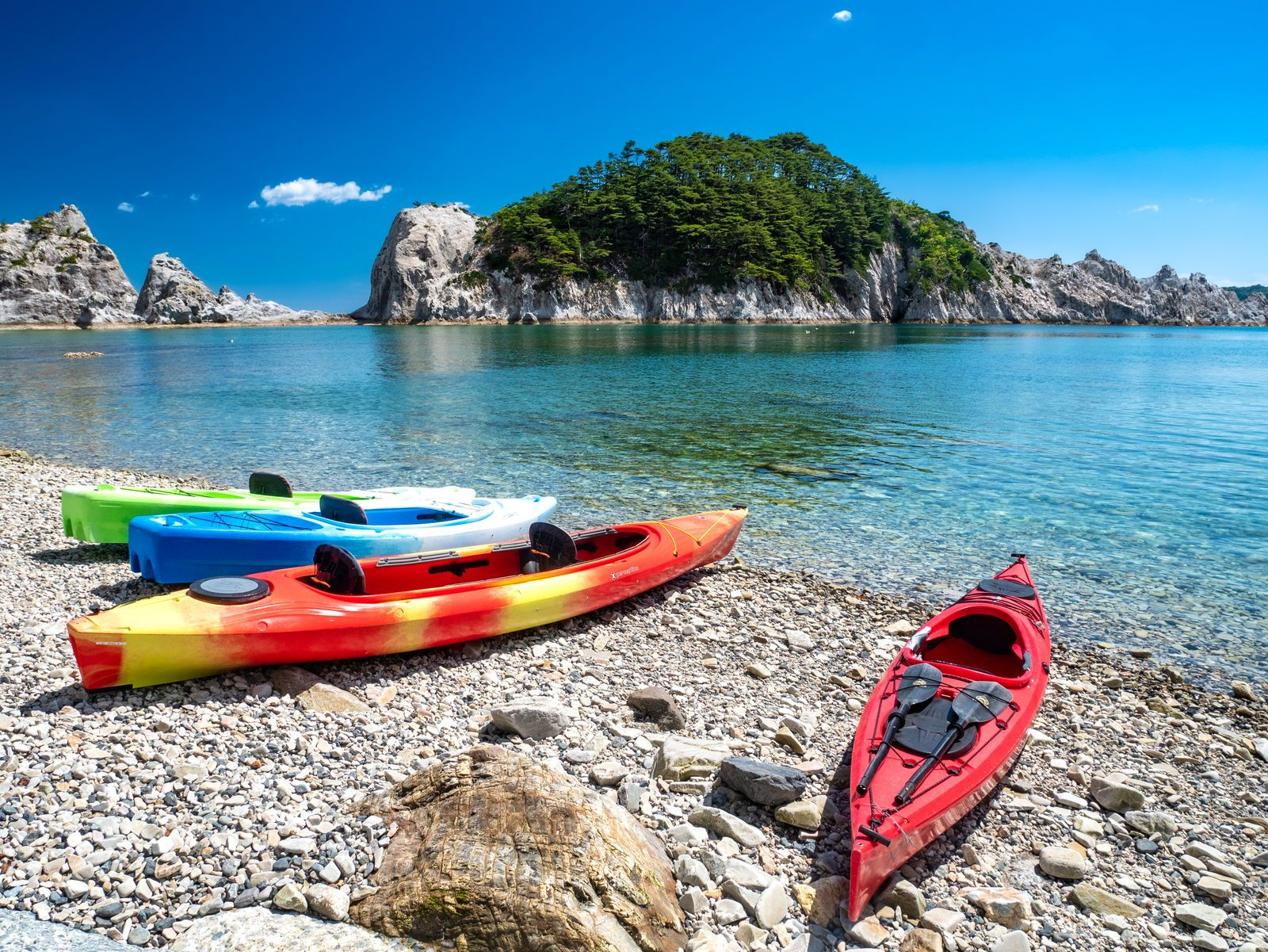
海岸からの風景